# Spoorlijn Ringe - Faaborg
De spoorlijn Ringe - Faaborg (Deens: Ringe-Faaborg-banen) was een lokale spoorlijn op Funen in Denemarken. De spoorlijn loopt vanaf Ringe in zuidelijke richting via Korinth naar Faaborg.

## Geschiedenis
De spoorlijn werd op 1 april 1882 in gebruik genomen als de Ringe-Faaborg-banen (RFB). De lijn was aangelegd door de Sydfyenske Jernbaner (SFJ) en werd ook door deze maatschappij geëxploiteerd. De aanleg was gefinancierd door de Deense staat. De lijn werd in 1894 doorgetrokken naar Nyborg, waarna de SFJ het gehele traject van Nyborg naar Faaborg exploiteerde. Op 1 april 1949 werden de spoorlijn en de exploitatie overgenomen door de Danske Statsbaner (DSB). Op 27 mei 1962 werd het reizigersverkeer tussen Ringe en Faaborg beëindigd; in 1987 stopte ook het goederenvervoer.
De spoorlijn maakte ooit deel uit van een omvangrijk netwerk op Funen met Ringe als middelpunt, bestaande uit een ringlijn van Odense via Nørre Broby, Faaborg en Svendborg naar Nyborg met dwarsverbindingen vanuit Odense, Faaborg, Svendborg en Nyborg naar Ringe. Van deze lijnen wordt alleen nog de lijn tussen Odense en Svendborg geëxploiteerd. De overige lijnen zijn opgebroken.

## Huidige toestand
Het gedeelte tussen Faaborg en Korinth wordt sinds 1989 gebruikt door de museumspoorlijn Syd Fyenske Veteranjernbane. Tussen Korinth en Ringe is de lijn opgebroken en in september 2012 werd op de voormalige spoorbaan een wandel-/fietspad in gebruik genomen.